# Phare de Hesselø
Le phare de Hesselø  (en danois : Hesselø  Fyr) est un phare au Danemark. Il est situé sur Hesselø, une petite île isolée de 0,7 km² inhabitée depuis 2005, située dans le Cattégat, à environ 25 km au nord de Seeland. Le phare est situé sur le point culminant de l’île,.

## Histoire
Un premier phare a été construit en 1841,,. Il se composait d’une modeste tour en briques avec un appareil de miroirs paraboliques rotatifs,.
Il a été remplacé en 1865 par l’actuel phare,,,, haut de 24 m. Son architecte était Niels Sigfred Nebelong,,. Le phare est une tour ronde en maçonnerie, avec lanterne et galerie double, reliée par un passage couvert à une maison de gardien en maçonnerie de 2 étages et demi. Le phare est peint en blanc, avec une lanterne grise ou noire.
Le look légèrement atypique, avec une pièce ronde supplémentaire sous la lanterne, est due à une surélévation de la hauteur du phare en 1902,. Cette année-là, le phare a été en grande partie reconstruit après qu’une grande fissure soit apparue dans la tour. La hauteur du feu est désormais de 40 m au-dessus du niveau de la mer,,.
Dès le départ, le nouveau phare a été équipé d’un dispositif à lentille. Lorsque le phare a été surélevé en 1902, l’appareil à lentilles, la lanterne et la source lumineuse ont été remplacés,. Le phare a été le premier au Danemark à disposer d’un brûleur à manchon à incandescence utilisant du kérosène comme combustible,, de fabrication française. En 1924, le brûleur à incandescence est remplacé par un modèle anglais. Le phare a été automatisé en 1970, et il est aujourd’hui surveillé depuis le phare de Fornæs.
Il n’est pas possible de visiter le phare, car Hesselø est une propriété privée et le propriétaire n’autorise pas les étrangers sur l’île,,.